# 秋田市立土崎小学校
秋田市立土崎小学校（あきたしりつ つちざきしょうがっこう）は、秋田県秋田市土崎港中央三丁目にある公立小学校。通称は「土小」（つちしょう）。

## 概要
土崎地区で最も長い伝統を誇る小学校。
土崎の中心部に位置し、学区内には土崎を代表する駅（土崎駅）、郵便局（土崎郵便局）、神社（土崎神明社）、商店街、病院、多数の寺などがある。
現在、「学芸会」という名称の行事がなく、「土小みなと宵々祭」（つちしょうみなとよいよいまつり）が実質の学芸会となっており、毎年7月、土崎港曳山まつり（土崎神明社祭の曳山行事、毎年7月20日・21日）よりも前に行われる「はまなす」と呼ばれる総合的な学習がある(土崎空襲の学習)  。
令和8年度に秋田市立土崎南小学校との統合が決定されており、統合校は秋田市立土崎小学校の名称となるが、土崎南小学校の位置への移転を予定している。

## 沿革
（※：個別に出典を示していない箇所は、公式サイトの学校の歴史を参照した。）
- 1874年（明治7年）4月 - 土崎学校、大湊学校、観潤学校の3校創設。
- 1875年（明治8年）7月 - 3校が合併し、土崎学校となる。
- 1883年（明治16年）3月 - 湊女学校が分校となる。
- 1887年（明治20年）2月 - 両校を合併。土崎小学校となる（その後、土崎尋常小学校、土崎尋常高等小学校に改称）。
- 1908年（明治41年）10月 - 土崎女子尋常学校が分離。
- 1920年（大正9年） - 土崎商業学校併設。
- 1924年（大正13年）4月26日 - 創立50周年記念改築落成式。
- 1935年（昭和10年）3月 - 男子校を土崎第一尋常高等小学校、女子校を土崎第二尋常高等小学校と改称。
- 1941年（昭和16年）2月7日 - 校歌制定（作詞・金子洋文、作曲・市川元）
- 1941年（昭和16年）4月 - 土崎第一国民学校、土崎第二国民学校となる。
- 1942年（昭和17年）4月1日 - 併設の土崎商業学校が廃され、秋田市商業学校（後の秋田商業高校）に合併[2]。
- 1946年（昭和21年）3月25日 - 土崎国民第二学校が火災により焼失。
- 1946年（昭和21年）8月 - 土崎国民第二学校を合併、土崎国民学校と改称。
- 1947年（昭和22年）4月18日 - 秋田市立土崎小学校と改称。このとき、土崎中学校も一時併設。
- 1948年（昭和23年）4月1日 - 港北小学校が新設され、分離。
- 1956年（昭和31年）11月17日 - 秋田県教育委員会より「健康優良校」表彰。
- 1958年（昭和33年）10月11日 - 文部大臣より「学校給食優良校」表彰。
- 1961年（昭和36年）4月1日 - 土崎南小学校が新設され、分離（現在に至る）。
- 1967年（昭和42年）10月18日 - 秋田県統計教育公開研究会を開催。
- 1969年（昭和44年）12月9日 - 新体育館竣工。
- 1970年（昭和45年）5月15日 - 新校舎竣工。
- 1971年（昭和46年）7月24日 - プール完成。
- 1971年（昭和46年）10月19日 - 「秋田県学校安全優良校」表彰。
- 1972年（昭和47年）2月10日 - 全国教育美術展で4年連続学校賞。
- 1974年（昭和49年）10月27日 - 創立100周年記念式典、祝賀会挙行。タイムカプセル設置。
- 1975年（昭和50年）2月7日 - 読書感想文コンクール学校賞受賞。
- 1976年（昭和51年）11月14日 - 学童水泳優秀全国表彰受賞。
- 1978年（昭和53年）5月16日 - 学校環境緑化コンクール県教育長賞受賞（2年連続）。
- 1979年（昭和54年）3月20日 - 世界児童画展都道府県団体賞受賞。。
- 1981年（昭和56年）8月9日 - 学童水泳優秀校秋田市表彰受賞。
- 1992年（平成4年）8月11日 - 学校保健、健康推進学校表彰。
- 1993年（平成5年）11月30日 - 体育館全面改修工事完了。
- 1995年（平成7年）12月15日 - 校舎大規模改修工事管理棟2・3階完了。
- 1996年（平成8年）11月28日 - 校舎大規模改修工事全棟完成。
- 1997年（平成9年）7月25日 - 新設プール完成。
- 1997年（平成9年）10月28日 - 秋田県花壇コンクール優秀賞受賞。
- 2001年（平成13年）10月5日 - ほんきん西武が土崎小学校の社会科学習に店内を開放（職場見学の内容に環境活動を盛り込む）[3]。
- 2001年（平成13年）10月26日 - スクールホームページコンテスト「優秀賞」。
- 2002年（平成14年）4月1日 - 秋田市教育委員会より「土崎神明社祭の曳山行事」の伝承教室・曳山組立教室依頼。
- 2004年（平成16年）7月3日 - 創立130周年記念みなと宵々祭、祝賀会挙行。
- 2008年（平成20年）11月27日 - NTT東日本が土崎小学校で「ネット安全教室」と題して5、6年生に対する出張授業[4]。
- 2009年（平成21年）7月21日 - 秋田海上保安部から海上保安業務協力校として感謝状を受ける。

## 進学先中学校
- 秋田市立土崎中学校

## 交通
- JR東日本奥羽本線土崎駅より約500m
- 秋田中央交通土崎小学校前より約100m

## 学校周辺
観光地
- セリオン（タワー）および付近一帯（恋人の聖地「土崎湊町恋のまち」のデートコース、道の駅あきた港）

商業施設・大型店舗
- 土崎ショッピングセンター（イオン土崎港店）
- ナイス土崎店

学校
- 秋田県立秋田中央高等学校
- 秋田市立土崎中学校
- 秋田市立港北小学校
- 秋田市立土崎南小学校
- 土崎幼稚園（学校法人 加藤学園）
- 土崎カトリック幼稚園

保育所・保育園
- ナーサリー土崎（認可保育園）
- あきた風の遊育舎（認可保育園）

スポーツ施設
- 土崎柔道場（土崎みなと会館内 = 土崎小学校の向かい）

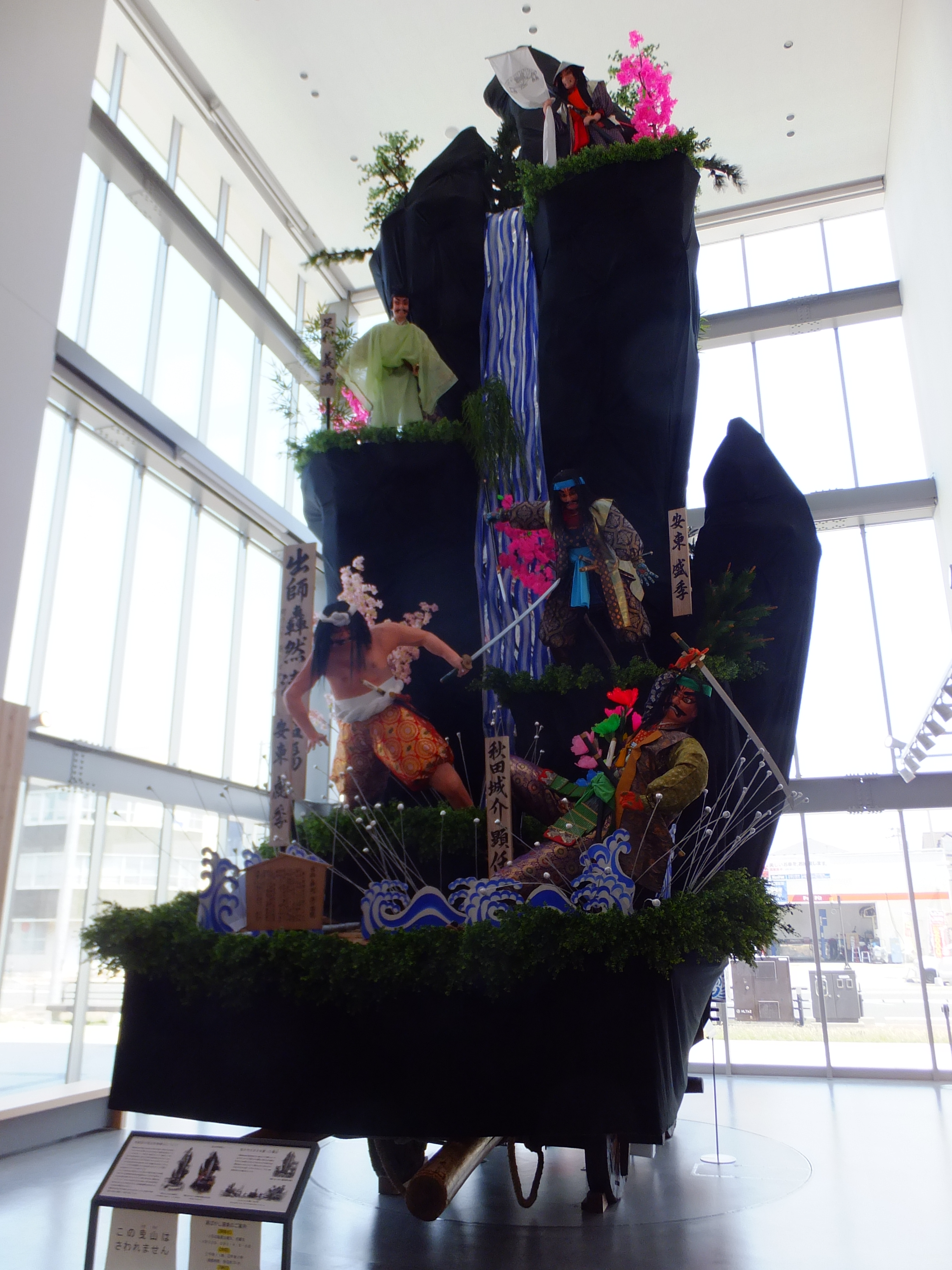
曳山祭りに使われる曳山

病院
- 土崎病院
- 五十嵐記念病院

郵便局
- 土崎郵便局

神社・寺院
- 土崎神明社
- 金比羅神社
- 稲荷神社
- 正善院
- 本住寺
- 蒼龍寺

祭り
- 土崎神明社の曳山祭り

## 著名な出身者
- 金子洋文（プロレタリア文学作家・劇作家・日本社会党参議院議員）
- 小牧近江（フランス文学者・翻訳家・社会科学者・社会運動家・法政大学教授）
- 今野賢三（プロレタリア文学作家）
- 棚橋正博（日本近世文学研究者）
- 江畑幸子（バレーボール選手）※日本代表：ロンドンオリンピック銅メダリスト
- 今井宏（予備校講師）
- 木村謹治 (ドイツ文学者)
- 白瀬英春 (柔道家)